# Hortipes
Hortipes là một chi nhện trong họ Corinnidae.

## Các loài
- Hortipes abucoletus Bosselaers & Jocqué, 2000
- Hortipes aelurisiepae Bosselaers & Jocqué, 2000
- Hortipes alderweireldti Bosselaers & Jocqué, 2000
- Hortipes amphibolus Bosselaers & Jocqué, 2000
- Hortipes anansiodatus Bosselaers & Jocqué, 2000
- Hortipes angariopsis Bosselaers & Jocqué, 2000
- Hortipes arboricola Ledoux & Emerit, 1998
- Hortipes architelones Bosselaers & Jocqué, 2000
- Hortipes atalante Bosselaers & Jocqué, 2000
- Hortipes auriga Bosselaers & Jocqué, 2000
- Hortipes aurora Bosselaers & Jocqué, 2000
- Hortipes baerti Bosselaers & Jocqué, 2000
- Hortipes bjorni Bosselaers & Jocqué, 2000
- Hortipes bosmansi Bosselaers & Jocqué, 2000
- Hortipes calliblepharus Bosselaers & Jocqué, 2000
- Hortipes castor Bosselaers & Jocqué, 2000
- Hortipes centralis Bosselaers & Jocqué, 2000
- Hortipes chrysothemis Bosselaers & Jocqué, 2000
- Hortipes coccinatus Bosselaers & Jocqué, 2000
- Hortipes contubernalis Bosselaers & Jocqué, 2000
- Hortipes creber Bosselaers & Jocqué, 2000
- Hortipes cucurbita Bosselaers & Jocqué, 2000
- Hortipes delphinus Bosselaers & Jocqué, 2000
- Hortipes depravator Bosselaers & Jocqué, 2000
- Hortipes echo Bosselaers & Jocqué, 2000
- Hortipes exoptans Bosselaers & Jocqué, 2000
- Hortipes falcatus Bosselaers & Jocqué, 2000
- Hortipes fastigiensis Bosselaers & Jocqué, 2000
- Hortipes fortipes Bosselaers & Jocqué, 2000
- Hortipes griswoldi Bosselaers & Jocqué, 2000
- Hortipes hastatus Bosselaers & Jocqué, 2000
- Hortipes hesperoecius Bosselaers & Jocqué, 2000
- Hortipes hormigricola Bosselaers & Jocqué, 2000
- Hortipes horta Bosselaers & Jocqué, 2000
- Hortipes hyakutake Bosselaers & Jocqué, 2000
- Hortipes irimus Bosselaers & Jocqué, 2000
- Hortipes klumpkeae Bosselaers & Jocqué, 2000
- Hortipes lejeunei Bosselaers & Jocqué, 2000
- Hortipes leno Bosselaers & Jocqué, 2000
- Hortipes libidinosus Bosselaers & Jocqué, 2000
- Hortipes licnophorus Bosselaers & Jocqué, 2000
- Hortipes limicola Ledoux & Emerit, 1998
- Hortipes luytenae Bosselaers & Ledoux, 1998
- Hortipes machaeropolion Bosselaers & Jocqué, 2000
- Hortipes marginatus Ledoux & Emerit, 1998
- Hortipes merwei Bosselaers & Jocqué, 2000
- Hortipes mesembrinus Bosselaers & Jocqué, 2000
- Hortipes mulciber Bosselaers & Jocqué, 2000
- Hortipes narcissus Bosselaers & Jocqué, 2000
- Hortipes orchatocnemis Bosselaers & Jocqué, 2000
- Hortipes oronesiotes Bosselaers & Jocqué, 2000
- Hortipes ostiovolutus Bosselaers & Jocqué, 2000
- Hortipes paludigena Ledoux & Emerit, 1998
- Hortipes penthesileia Bosselaers & Jocqué, 2000
- Hortipes platnicki Bosselaers & Jocqué, 2000
- Hortipes pollux Bosselaers & Jocqué, 2000
- Hortipes puylaerti Bosselaers & Jocqué, 2000
- Hortipes robertus Bosselaers & Jocqué, 2000
- Hortipes rothorum Bosselaers & Jocqué, 2000
- Hortipes salticola Bosselaers & Jocqué, 2000
- Hortipes sceptrum Bosselaers & Jocqué, 2000
- Hortipes scharffi Bosselaers & Jocqué, 2000
- Hortipes schoemanae Bosselaers & Jocqué, 2000
- Hortipes silvarum Ledoux & Emerit, 1998
- Hortipes stoltzei Bosselaers & Jocqué, 2000
- Hortipes tarachodes Bosselaers & Jocqué, 2000
- Hortipes terminator Bosselaers & Jocqué, 2000
- Hortipes wimmertensi Bosselaers & Jocqué, 2000
- Hortipes zombaensis Bosselaers & Jocqué, 2000